# Dogma central da biologia molecular
O dogma central da biologia molecular é um conceito que busca explicar os mecanismos de transmissão e expressão da informação genética (ajudando consequentemente no entendimento da hereditariedade), criado pouco tempo após a descoberta da estrutura em dupla-hélice do DNA. Da forma como foi proposto inicialmente por Francis Crick em 1957 e posteriormente publicado em 1958, o dogma assume a transferência genética da molécula de DNA para uma de RNA, e posteriormente para proteínas, que são os componentes finais que atuam nas mais diversas funções celulares. Também assume que, uma vez que a informação passa para a proteína, não há retorno ou transferência para qualquer um dos ácidos nucleicos ou mesmo para outras proteínas; mas que é possível haver transferência de ácido nucleico para ácido nucleico, seja ele DNA ou RNA. Em outras palavras, DNA e RNA podem se duplicar, serem transcritos de um para outro ou gerar proteínas, mas o mesmo não ocorre com as proteínas em si, segundo o postulado.

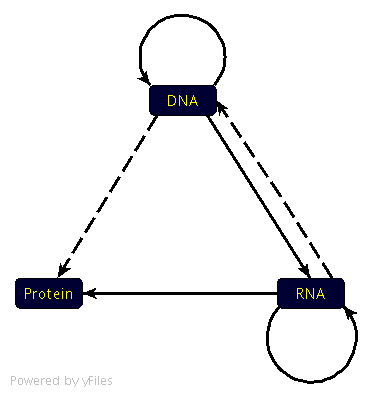
O Dogma Central como proposto por Crick em 1958

Há ainda uma segunda versão do dogma que data de uma data próxima, formulada por James Watson, que não é válida atualmente porque assume uma unidirecionalidade na transmissão da informação contida nos genes de uma célula, ou seja, temos que o DNA é transcrito em RNA e que este, por sua vez, é traduzido em proteínas, não existindo possibilidade de retorno de RNA para DNA. Essa versão postula, ainda, que apenas a molécula de DNA é capaz de se duplicar. Todavia, sabe-se atualmente que esse processo não é unidirecional e que se assemelha mais ao que foi proposto por Crick anteriormente e que, apesar das exceções, é ainda aceito como uma explicação genérica válida para o fenômeno de transmissão da informação genética.

Quanto ao uso do termo dogma, palavra associada comumente a um significado religioso e de verdade absoluta, Francis Crick ressalta que cunhou erroneamente o termo ao elaborar o conceito, que é na realidade uma hipótese científica. Em uma entrevista registrada por Horace Freeland Judson em “O oitavo dia da criação”, Crick enfatiza a real intenção com o termo ao utilizá-lo em sua hipótese:
Tradução livre: "Eu simplesmente não sabia o que dogma significava. E eu poderia muito bem ter chamado de 'Hipótese Central'... Dogma era apenas uma frase mais chamativa. E é claro que alguém teve que pagar por isso, porque as pessoas se ressentiram com o uso do termo… Se fosse ‘Hipótese Central’, ninguém teria se importado”.

## Histórico da descoberta
O Dogma Central foi formulado inicialmente por Francis Crick em um artigo chamado “On Protein Synthesis”, apresentado pela primeira vez em 1957 na reunião anual da Sociedade de Biologia Experimental em Londres e publicado em 1958. Nesse mesmo artigo, Crick ainda listou outras propriedades importantes relacionadas às proteínas, dentre elas o argumento de que a configuração tridimensional das proteínas deve ser determinada por sua sequência de aminoácidos e que sua síntese deve ser sequencial.

Apesar da proposta original de Crick (1958) em relação ao Dogma Central restringir apenas alguns tipos de transferência de informação, no caso, de proteína para proteína e de proteína para ácidos nucleicos, logo as interpretações que se seguiram reformularam a hipótese de forma mais restritiva, argumentando que o fluxo de informação só poderia ocorrer de DNA para RNA e posteriormente para proteínas. Esse foi o esquema difundido por James Watson, que foi logo confrontado por uma série de possíveis exceções. Enquanto isso, Crick permaneceu cauteloso em sua interpretação do dogma, e em várias ocasiões posteriores sentiu a necessidade de trazer de volta sua ideia original e explicá-la como a entendia. Em 1970, por exemplo, Crick criou um artigo voltado especialmente para o Dogma Central, incluindo um diagrama que, segundo ele, foi concebido, mas não publicado no artigo de 1958. Nesse diagrama, Crick apresenta de maneira explícita a existência de replicação tanto do DNA quanto do RNA e até a possibilidade de transferência de informação de DNA diretamente para proteínas, excetuando apenas as vias que já haviam sido consideradas impossíveis ou pouco prováveis em 1970: de proteína para proteína e de proteína para ácidos nucleicos. É necessário, porém, considerar as observações de Crick em relação à sua própria concepção do papel da hipótese na experimentação. Em sua opinião, sua função seria principalmente heurística:
Tradução livre: “(...) A evidência direta é insignificante, mas descobri ser de grande ajuda para se familiarizar com esses problemas muito complexos (...)”.
A partir do início da década de 60, o artigo escrito originalmente por Crick foi amplamente citado, mas nunca chegou a alcançar os níveis de citação do artigo de Watson e Crick de 1953 acerca da dupla-hélice do DNA. No entanto, nota-se que, apesar de um menor número de citações, estas foram realizadas por vários biólogos bem estabelecidos ou em ascensão, como G. W. Beadle, M. F. Singer, entre outros). A extensão dessa influência pode ser atribuída ao fato de que o Dogma Central, junto com a noção de complementaridade de pares de bases do DNA, forneceu uma estrutura teórica para biólogos moleculares interessados no estudo da síntese de proteínas e de mecanismos de expressão gênica. Como consequência, o foco desse ramo de pesquisa passou das proteínas para o DNA: mesmo que ainda se pensassem que a maioria da fisiologia celular era realizadas por enzimas (proteínas), o problema central passou a ser a compreensão do fenômeno da tradução da informação codificada no DNA em configurações enzimáticas específicas, que poderiam por conseguinte ajudar a explicar certas funções celulares. Todavia, uma resposta completa necessitou aguardar a caracterização de diferentes moléculas envolvidas no processamento da informação genética, tais como os RNA mensageiros. Assim, a hipótese

Modelo gráfico de um trecho de uma molécula de DNA

inicialmente formulada por Crick se provou ao longo dos anos muito mais complexa, e exigiu contribuições de diversos ramos independentes de pesquisa para se tornar mais robusta e compreendida.

## Informação de sequências biológicas
Por meio da divisão celular, a informação hereditária contida nos genes é passada de uma célula às suas células-filhas e, consequentemente, de uma geração para a outra pelas células reprodutoras de um organismo. Os genes são compostos por ácido desoxirribonucleico (DNA). Desse modo, grande parte da vida na Terra utiliza o DNA como biomolécula para armazenar informação - com exceção de alguns vírus cujo material genético é o RNA. O DNA armazena a informação genética por meio de sua estrutura molecular em forma de dupla hélice, ou seja, duas longas cadeias polipeptídicas enroladas lado a lado, formando um espiral.
Cada cadeia/fita de DNA é composta por uma desoxirribose (açúcar) ligada a um único grupo fosfato e uma base nitrogenada (adenina - A, citosina - C, guanina - G e timina - T). Tais cadeias são antiparalelas entre si e são unidas por ligações de hidrogênio entre a porção base dos nucleotídeos. Todas as bases estão voltadas para o interior da dupla hélice, enquanto que a cadeia principal de açúcar-fosfato localiza-se na região externa.  Assim, a estrutura da hélice é semelhante a uma escada torcida, em que as laterais da escada são compostas por grupos de açúcar e fosfato e os degraus são formados pelas bases.
Uma base com dois anéis (purina) sempre se emparelha com uma base com um anel único (pirimidina), de forma que A sempre forma par com T (através de uma dupla ligação de hidrogênio) e G, com C (através de uma tripla ligação de hidrogênio).  Portanto, cada cadeia de DNA contém uma sequência de nucleotídeos exatamente complementar à outra. As duas extremidades das cadeias se distinguem por uma possuir uma cavidade (hidroxila 3’) e a outra apresentar uma protuberância (o fosfato 5’).
Nesse sentido, para que as informações armazenadas no DNA sejam decodificadas para sintetizar proteínas, o ácido ribonucleico (RNA) tem um grande papel como molécula que carreia as informações do DNA no núcleo para o citoplasma, onde as proteínas são sintetizadas (pensando-se nos eucariontes).  Apesar de o RNA também ser um ácido nucleico tal como o DNA, ele apresenta uma ribose em seus nucleotídeos, em vez de uma desoxirribose. Isto é, o RNA possui uma hidroxila (OH) ligada ao carbono 2’, diferentemente do DNA que possui um átomo de hidrogênio ligado a esse mesmo carbono.
A estrutura do RNA é uma cadeia unifilamentar de nucleotídeos, sendo mais flexível que o DNA e, assim, capaz de formar uma diversidade de formas moleculares tridimensionais complexas muito maior. Um filamento de RNA também é constituído por um arcabouço de açúcar-fosfato, além de uma base ligada covalentemente à posição 1’ em cada ribose. As ligações de açúcar fosfato também são produzidas nas posições 5’ e 3’ do açúcar e seus nucleotídeos contém as bases adenina (A), citosina (C), guanina (G) e uracila (U). A uracila do RNA está presente em lugar da timina, formando do mesmo modo duas ligações de hidrogênio com a adenina.
Além do RNA mensageiro (RNAm) que, como o próprio nome já segure, atua como um mensageiro, sendo o intermediário que transmite a informação do DNA para a proteína,  há também dois outros tipos principais: o RNA transportador (RNAt) e o RNA ribossômico (RNAr). Os RNAt são responsáveis por transportar determinado aminoácido até o RNAm durante o processo de tradução. Já os RNAr, são os principais constituintes dos ribossomos, os quais são grandes complexos macromoleculares que unem aminoácidos para formar a proteína durante a tradução.
Como veremos mais adiante, a tradução do RNAm origina a proteína. Os principais determinantes da forma e função biológica são as proteínas, desempenhando incontáveis papéis, desde a catalisação de reações químicas diversas até a construção de várias estruturas de todos os seres vivos. Por definição, uma proteína é um polímero composto por aminoácidos, seus monômeros. Ou seja, uma proteína é uma cadeia de aminoácidos, sendo constituída sempre pelos mesmos vinte aminoácidos existentes, porém combinados de maneiras diferentes para formar inúmeras proteínas variadas. Os aminoácidos apresentam dois grupos funcionais: carboxila (também denominado de porção C-terminal) e amino (também denominado de porção N-terminal). Ambos os grupos estão ligados ao mesmo átomo de carbono (carbono ), sendo que nesse mesmo carbono também se ligam um átomo de hidrogênio e uma cadeia lateral (o grupo reativo - R). O grupo R é que determina as propriedades únicas de cada um dos vinte aminoácidos existentes nas proteínas.
É exatamente a maneira com que esses aminoácidos se organizam que determinará como se dará o enovelamento das proteínas. Dado que as proteínas são efetoras da informação genética, isto é, são moléculas que recebem a informação genética que está no DNA e a executam, tendo a capacidade de reconhecer e se ligar a moléculas específicas, sua função está totalmente atrelada à estrutura tridimensional delas, sendo assim ter a forma correta é essencial para que as proteínas desempenhem corretamente suas funções. Ademais, uma vez que a informação chega na proteína, ela não sai mais da proteína. Desse modo, uma mutação na sequência de bases pode ocasionar alterações nos códons, alterando a sequência de aminoácidos e consequentemente a estrutura e função da proteína.
Como sabemos, a sequência de ácido nucléico no RNAm de 5’ para 3’ é correspondente à sequência de aminoácidos na proteína do N-terminal ao C-terminal. Esta é a base conceitual do Código Genético, que é o conjunto de regras que estabelece a relação entre a sequência de nucleotídeos e a ordem da sequência de aminoácidos nas proteínas. A analogia por trás desse conceito de “código” seria de que os nucleotídeos são as “letras” desse código e a combinação destas letras podem compor “palavras” (os códons), que representam os diferentes aminoácidos. Desse modo, o Código Genético é basicamente esta correspondência entre códons (trincas de bases do RNAm - A, U, C e G) e aminoácidos. Cada códon fornece a informação para que um aminoácido seja formado durante a síntese proteica. É preciso salientar ainda que apesar de um códon sempre formar o mesmo aminoácido (sendo inequívoco), um mesmo aminoácido pode ser formado por diferentes códons (sendo degenerado).  Além disso, o Código Genético não é sobreposto, isto é, cada base participa na codificação de apenas um aminoácido.
Tanto o DNA, quanto o RNA e as proteínas são biopolímeros, sendo que, como vimos, a sequência de um biopolímero é utilizada como modelo para a construção de outro biopolímero, o qual possui, portanto, uma sequência que depende da sequência do biopolímero original. Ou seja, a sequência do DNA, determinará a sequência do RNAm formado na transcrição e este, por sua vez, determinará a sequência de aminoácidos que constituem uma proteína específica que será originada durante o processo de tradução.

## Transferência de informação biológica

### Replicação do DNA

Trecho de uma molécula fita-simples de DNA. Em amarelo, a base adenina; em vermelho, a timina; em azul, a citosina; e em verde, a guanina. As pentoses em cinza são moléculas de açúcar desoxirribose. Os círculos em azul são grupos fosfato.

A replicação do DNA é basicamente o processo de duplicação de uma molécula de DNA que ocorre durante a intérfase (fase S do ciclo celular). Nesse processo, as enzimas polimerases do DNA atuam adicionando um nucleotídeo livre na célula por vez à extremidade 3’-OH de uma cadeia polinucleotídica em formação, que está emparelhada a uma cadeia molde. Ou seja, o sentido da replicação é de 5’ para 3’ sempre, em ambas as cadeias. Desse modo, é como se a dupla hélice do DNA fosse um zíper que se abre em uma das extremidades, pouco a pouco, durante a replicação, expondo as bases dos dois filamentos (deselicoidização realizada pela enzima helicase), sendo que as bases de ambos os filamentos da cadeia irão parear com o desoxirribonucleotídeo trifosfatado (dNTP) complementar, que está livre na célula e que é substrato da polimerase do DNA, no sentido 5’ para 3’, atuando como moldes para a formação de uma nova dupla hélice idêntica à original.
A dupla hélice do DNA é replicada de forma semiconservativa, ou seja, cada uma das cadeias originais de DNA dá origem a uma cadeia inteiramente nova e cada uma das duas células-filhas resultantes da divisão celular herda uma nova dupla hélice que contém uma cadeia da molécula de DNA original e uma cadeia recém-sintetizada. O mecanismo de replicação semiconservativa se dá por meio da forquilha de replicação, que é uma estrutura em forma de “Y” que se desloca progressivamente pela dupla hélice de DNA original da célula-mãe. Sendo, portanto, a junção da região entre as duas cadeias moldes recém-separadas para a replicação e a dupla hélice de DNA que ainda não separou. Nesta forquilha existe um complexo multienzimático, denominado replissomo, que contém a DNA polimerase III (nas bactérias) que sintetiza as duas novas cadeias de DNA.
Uma vez que as cadeias de DNA são antiparalelas, não há um crescimento contínuo das duas cadeias-filhas ao longo da forquilha de replicação, que se desloca de uma extremidade à outra do DNA, pois, desse modo, uma das cadeias se replicaria no sentido 3’ para 5’, o que não é compatível com a atividade catalítica das enzimas DNA polimerases. Assim, a forquilha de replicação possui na verdade uma estrutura assimétrica, na qual uma das cadeias é sintetizada continuamente conforme a forquilha se movimenta, acompanhando o sentido de abertura da forquilha (cadeia líder), enquanto que a outra cadeia é sintetizada posteriormente de modo descontínuo (em curtos fragmentos polinucleotídicos, que são depois unidos), tendo seu crescimento no sentido oposto do crescimento da cadeia de DNA (cadeia tardia). Esses fragmentos são denominados “fragmentos de Okazaki”, devido ao nome do pesquisador que descobriu a existência dessa síntese descontínua em bactérias, o Reiji Okazaki. No entanto, atualmente sabe-se que também estão presentes em organismos eucariontes.
As polimerases do DNA possuem um mecanismo autocorretor em que, caso um nucleotídeo seja incorporado erroneamente durante a replicação, há a correção desse nucleotídeo, removendo-o da extremidade 3’-OH, ou seja, essa atividade exonucleotídica das DNA polimerases ocorre no sentido 3’ para 5’, diferentemente da replicação. Isso acontece, pois é necessário que o último nucleotídeo emparelhado à cadeia molde seja correto, para que possa prosseguir com a polimerização. Assim, a taxa de erro de incorporação cai enormemente com esse mecanismo de autocorreção, diminuindo as chances de mutação.
Como mencionado anteriormente, as DNA polimerases necessitam de uma extremidade 3’-OH livre de um nucleotídeo já corretamente emparelhado para assim poderem adicionar nucleotídeos nesta extremidade da cadeia de crescimento. No entanto, elas não possuem a capacidade de iniciar uma síntese por si só e precisam, portanto, que uma outra enzima, a enzima primase do DNA, adicione um primer (um fragmento de RNA iniciador da cadeia de DNA) para que ela possa iniciar a síntese da cadeia líder. No caso da cadeia tardia, há um primer precedendo cada fragmento de Okazaki, haja vista a necessidade de um primer para se iniciar a síntese de cada um dos fragmentos.
Nesse sentido, a enzima RNAseH é responsável por localizar esses primers e removê-los e, então, a enzima polimerase I preenche a lacuna deixada pela remoção dos primers, adicionando DNA. Entretanto, mesmo após as atividades de tais enzimas, ainda resta uma quebra no esqueleto fosfodiéster da cadeia tardia, assim, a enzima ligase do DNA atuará selando tal quebra.

Ilustração exemplificando a replicação do DNA.

A replicação do DNA em organismos procariontes e em eucariontes se dá de maneira bem semelhante a todo esse processo descrito acima, com algumas particularidades. Nesse sentido, bactérias como E. coli normalmente completam um ciclo de replicação em 20-40 minutos, enquanto que em eucariontes a duração dos ciclos pode variar de 1,4 hora em leveduras a até mesmo 200 horas em algumas células.  Além da velocidade de replicação menor em eucariontes, os fragmentos de Okazaki em eucariontes também são maiores, tendo de 1000 a 2000 nucleotídeos, enquanto que as bactérias possuem fragmentos de 100 a 400 nucleotídeos apenas. Assim, para que os eucariontes consigam replicar todo o DNA apenas na fase S do ciclo celular, é necessário que existam diversas origens de replicação (sítios específicos onde o DNA é desenrolado e marca-se o início da replicação) em seus cromossomos. Isso é diferente nas bactérias, em que há apenas uma origem de replicação em um cromossomo.
Outra diferença entre a replicação de eucariontes e procariontes se dá, visto que enquanto há a replicação do DNA no núcleo, há concomitantemente a síntese de histonas no citoplasma da célula de forma proporcional. Ademais, a síntese da cadeia tardia descontínua nos eucariontes não se dá até suas regiões terminais (telômeros), fazendo com que a enzima telomerase precise adicionar diversas cópias de uma curta sequência de nucleotídeos nas extremidades 3’ para evitar que haja perda de regiões codificadoras importantes nessa região. Por fim, uma diferença muito importante na replicação dos eucariontes diz respeito às enzimas polimerases do DNA de tais organismos, uma vez que enquanto as bactérias possuem cinco enzimas polimerases do DNA, sendo a enzima polimerase III a responsável pela sintetização das novas cadeias de DNA, os eucariontes possuem treze tipos diferentes, sendo as enzimas  e  as mais importantes, dado que replicam as cadeias líder e tardia, respectivamente. Nas mitocôndrias, a enzima que replica o DNA é a polimerase.

### RNA: transcrição e processamento

#### Natureza química da molécula de RNA

Fragmento de uma molécula genérica de RNA contendo as quatro bases nitrogenadas: adenina, uracila, citosina e guanina; representadas por amarelo, laranja, azul e verde, respectivamente. As pentoses cinzas são moléculas de ribose e os círculos azuis são grupos fosfatos.

O ácido ribonucleico (RNA) é um polímero linear constituído por quatro tipos de nucleotídeos unidos covalentemente por ligações fosfodiéster. Em termos químicos, diferencia-se do DNA por dois aspectos: os nucleotídeos do RNA são ribonucleotídeos, ou seja, nucleotídeos ligados ao açúcar ribose e não ao desoxirribose como ocorre na dupla-hélice de DNA; tais nucleotídeos são adenina (A), citosina (C), guanina (G) e uracila (U), dessemelhante à base timina (T) encontrada no DNA. Assim como a timina, no entanto, a base uracila é capaz de se ligar por pontes de hidrogênio com a adenina.
Além das diferenças químicas, estruturalmente também não é similar à dupla-hélice de DNA, visto que esta sempre ocorre como fita dupla, enquanto o RNA é uma molécula de fita simples, única, capaz de dobrar-se sobre si própria de diferentes maneiras. Tal peculiaridade permite que o RNA catalise reações químicas e atue em diversos processos regulatórios da célula

#### Os tipos de RNA

##### RNAm
Ácido ribonucleico mensageiro. É uma fita simples de RNA que carrega consigo a informação genética para síntese proteica.

##### RNA funcionais
Ácidos ribonucleicos que exercem funções na forma de RNA, isto é, o próprio RNA é o produto gênico final. Existem vários, sendo estes os mais conhecidos: RNA ribossômico (RNAr) e RNA transportador (RNAt). Há também outros RNA reguladores da expressão gênica ou do processamento do RNA, como os pequenos RNA nucleares (RNAsn); microRNA; curtos RNA de interferência (RNAsi); e RNA longos não codificadores (RNAinc)

#### Transcrição
O genoma das células fornece um programa genético que instrui a célula a respeito de seu funcionamento, seja ela independente (organismos unicelulares, como bactérias) ou adjunta em um sistema complexo (organismos multicelulares, como animais). O funcionamento de uma célula é primordialmente controlado pela expressão gênica, a qual se manifesta gerando um produto funcional. De acordo com o dogma, a instrução contida na sequência de nucleotídeos na dupla fita de DNA é sempre repassada para uma fita de RNA e esta sim, com mais liberdade que o próprio DNA, poderia desempenhar alguma função.
O processo de repassar, ou seja, copiar a informação incluída no DNA para um RNA é chamado de transcrição, e ocorre no núcleo de células eucariontes ou no citoplasma de células procariontes em fase celular de crescimento e desenvolvimento, cujo principal objetivo é ter um produto gênico funcional na célula. Inicialmente, acreditava-se que esse RNA sempre gerava uma proteína, todavia, sabe-se hoje que há duas grandes classes de RNAs formados a partir da dupla fita de DNA: RNA mensageiros (RNAm), que são as moléculas de RNA passíveis de tradução e codificantes de proteínas, ou RNA funcionais, moléculas que exercem sua função celular na forma de RNA.

##### Mecanismo molecular da transcrição
A maquinaria molecular necessária para que o DNA seja transcrito a uma molécula de RNA é diferente em eucariontes e procariontes, assim como o RNA transcrito. De modo geral, as enzimas que catalisam essa síntese, em ambos grupos de organismos, são as polimerases do RNA; e todo esse processo ocorre dentro de uma “bolha de transcrição”, na qual um trecho da dupla-hélice de DNA se separa e somente uma das fitas é utilizada pela polimerase como molde para a síntese do RNA. Qual fita será usada como molde varia de gene para gene, mas sempre será a mesma fita para o mesmo gene.
Apenas um tipo de polimerase realiza esse trabalho em células procariontes. Já em células eucariotas há três tipos de polimerases envolvidas na reação. Ademais a essas polimerases, há participação de outros agentes moleculares que auxiliam o encontro da polimerase com a região de interesse a ser transcrita, em células eucarióticas. Esses agentes podem ser fatores de transcrição ou fatores gerais de transcrição (GTFs).

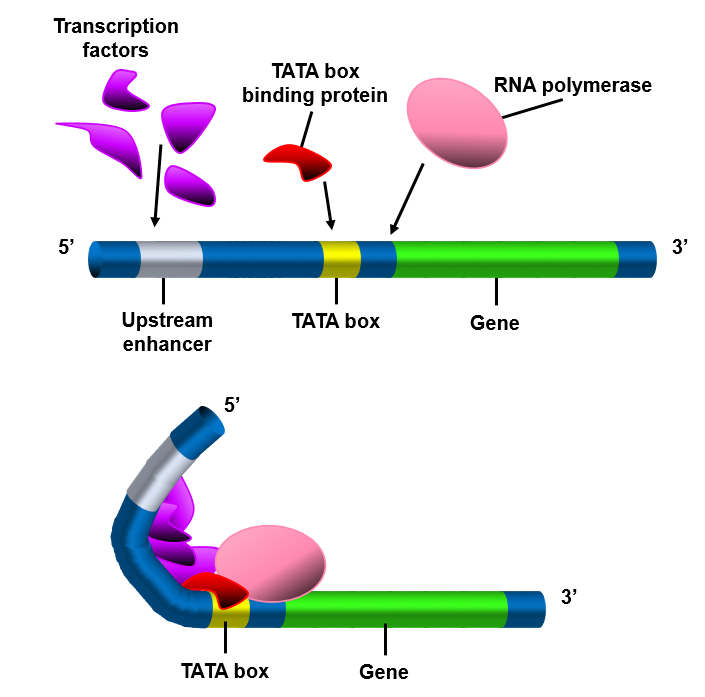
Desenho representativo de um gene e regiões de sequências específicas reconhecidas por proteínas para iniciar o processo de transcrição do RNA em células eucarióticas.

##### Sítio de ligação
O início da transcrição se dá quando a polimerase do RNA se liga a um sítio de ligação específico reconhecido por ela (ou por outras enzimas, como no caso de células eucariotas) como região promotora do gene, que é uma sequência nucleotídica específica próxima ao gene. Em procariontes, os promotores gênicos são bem conservados, denominados TATA box: são sequências de TTGACA e TATAAT separadas por um curto trecho de nucleotídeos que é crítica ao acoplamento da RNA polimerase. Em eucariotos, essas regiões variam de gene para gene e são demasiadas complexas, mas também são sequências específicas de nucleotídeos reconhecidas por fatores de transcrição ou por GTFs nos quais a polimerase do RNA se acopla e inicia sua função.

##### Início da transcrição e alongamento do RNA

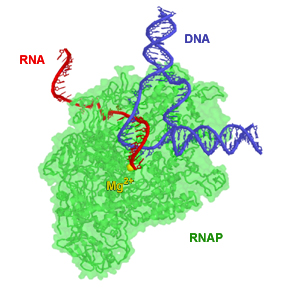
Modelo gráfico de uma proteína RNA polimerase genérica em processo de transcrição do RNA. Em verde, a polimerase, em azul o DNA e em vermelho o RNA. Note a dupla-hélice de DNA aberta na região da transcrição e o trecho híbrido DNA/RNA. Note também que a extremidade da fita do RNA está livre, fora da polimerase do RNA.

A polimerase do RNA se liga fortemente ao DNA, uma vez que encontrou a região do promotor, causando o desemparelhamento da dupla-fita de DNA no espaço em que está. Quando acoplada ao DNA, inicia a transcrição a partir da primeira base de DNA a ser transcrita em RNA, deslizando-se paulatinamente por toda a cadeia alongando a fita de RNA ao incorporar, um a um, ribonucleotídeos complementares à fita molde de DNA. Esse processo forma um híbrido de RNA/DNA, e à medida que a polimerase avança, o RNA aumenta de tamanho e se desemparelha de seu molde e as duas cadeias de DNA tornam-se a emparelhar. A extremidade do RNA não mais emparelhada à cadeia molde fica livre como fita simples. O RNA é alongado até que a polimerase chegue à sequência de nucleotídeos da fita molde que sinaliza aquela região como término de transcrição. Ao fim desse trabalho, a sequência de DNA transcrita em uma única molécula de RNA constitui uma unidade de transcrição.

#### Processamento de RNAm
A unidade de transcrição nos organismos procariontes, quando RNAm, é monocistrônica, pois contém apenas um gene. Em organismos procariontes, por sua vez, é policistrônica, visto que a unidade de transcrição contém vários genes.
O que acontecerá com esse transcrito depende da função regulatória que o gene tem. Se for um gene codificante de proteína, esse RNA será do tipo mensageiro e ele tem destinos distintos nos organismos procariontes e eucariontes. Se não for um gene codificante de proteína, esse RNA pode ser processado a outro tipo de RNA.
Em se tratando de um RNAm, por exemplo, chama-se processamento do RNA as reações que a molécula sofrerá até que esteja apta para cumprir com sua função. Em organismos procariontes, o RNA é traduzido concomitantemente à transcrição, uma tradução co-transcricional. Ou seja, a ponta 5’ emergente da polimerase é traduzida antes que a ponta 3’ esteja sintetizada. Em eucariontes, no entanto, o RNA só pode ser traduzido depois que for devidamente processado.
O processamento do pré-RNAm, ou transcrito primário, ocorre enquanto está sendo transcrito, isto é, um processamento co-transcricional. São reações que ocorrem na cauda CTD da polimerase II dos eucariontes, posicionada ao lado do sítio de onde emerge a cadeia de RNA recém sintetizada. Essa cauda CTD é formada por uma repetição de sete aminoácidos que servem de sítio para acoplagem de outras enzimas, as quais, de fato, realizarão a maturação do transcrito primário.

##### Capeamento
Adição de uma guanina com um grupo metila à extremidade 5’ do pré-RNAm, a primeira extremidade sintetizada na transcrição. Esse cap tem pelo menos duas funções importantes: (1) evitar que o RNAm seja degradado antes que seja traduzido e (2) auxiliar em sua tradução.

##### Poliadenilação
A extremidade 3’ do pré-RNAm é clivada em um sítio específico por uma enzima e, no lugar desses nucleotídeos, é adicionada uma cauda repetitiva de 150 a 200 nucleotídeos adenina (uma cauda poli-A).

##### Splicing
Os genes presentes no genoma de células eucarióticas geralmente não são contínuos, mas interrompidos por íntrons. Na transcrição do RNAm, todo o gene é transcrito, incluindo esses segmentos intrônicos, mas somente os éxons são codificantes de proteína. O processo de remoção de íntrons e união dos éxons é denominado de recomposição (do inglês: splicing) e é realizado por uma refinada maquinaria molecular composta por seis ribonucleoproteínas (snRNP), as quais são proteínas associadas a um dos seis RNAsn (U1, U2, U4, U5 e U6), em conjunto com mais 100 proteínas. Todas essas proteínas se juntam ao pré-RNAm e formam um complexo proteico conhecido como “spliceossoma”.

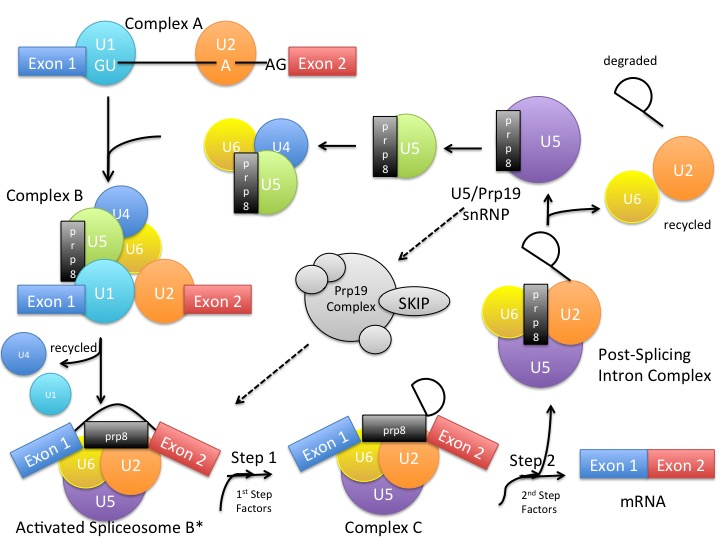
Desenho esquemático da recomposição (splicing) de RNA.

Resumidamente, após o capeamento da extremidade 5’ do pré-RNAm, as ribonucleoproteínas U1 e U2 (U1 e U2 snRNP) identificam e se ligam às extremidades íntron/éxon, formando um pré-spliceossoma (complexo A). Em seguida, as U4 e U6 snRNP se unem e formam um complexo tri-proteico com U5 snRNP, e se juntam ao complexo A, formando o spliceossoma (complexo B). Após, a U6 se solta da U4 e liga-se à U2, que estava ligada ao U1. U1 então se solta do complexo juntamente com U4 e ambas ficam livres no núcleo. Após essa reação, o íntron é excisado (clivado) pela ação de U2 com U6 e os íntrons são ligados. Um complexo proteico chamado Complexo de Junção de Éxon é depositado à ligação exônica e sinaliza que a recomposição está completa.
Tal processo se repetirá até que todos os éxons tenham sido devidamente excisados e, posteriormente, o RNAm emendado passa por uma verificação adicional para que possa ser exportado do núcleo e, enfim, traduzido.

#### Tradução
Uma vez processado e maturado, o RNAm migra do núcleo para o citoplasma e lá terá sua sequência — sua transcrição — de nucleotídeos traduzida para outra linguagem. Os nucleotídeos “escritos” nesse RNAm são lidos em grupos de três, um códon, que correspondem à aminoácidos (veja código genético). À medida que o RNAm é traduzido, forma-se uma cadeia polipeptídica de aminoácidos, a qual receberá uma conformação final que resultará em uma proteína ativa. A tradução, portanto, é uma reação progressiva de transferência de aminoácidos, e vale ressaltar que é o processo que mais consome energia da célula.

Ilustração da síntese proteica (tradução do RNAm). Sítio E não representado

O processo de tradução é realizado por RNAs funcionais, sendo eles os RNA ribossômico (RNAr) e RNA transportador (RNAt), além de ser necessário RNAm, aminoácidos, nucleotídeos e proteínas especializadas. O RNAr é o principal componente dos ribossomos, que são grandes complexos macromoleculares formados por mais de 50 proteínas além dos RNAr,  que reúnem os aminoácidos para formar a proteína. O RNAt, por sua vez, é um adaptador responsável por transportar aminoácidos livres no citossol até o ribossomo. Um só RNAt não tem correspondência com todos os aminoácidos, mas com aquele específico ao seu códon e enzimas específicas para cada aminoácido são responsáveis, em eucariotos, por ligar o aminoácido correto ao RNAt de códon correspondente.
Os ribossomos, quando não estão sintetizando proteína, estão dissociados em duas subunidades: uma grande e outra pequena. A subunidade pequena se acopla ao RNAm, formando uma estrutura que permite os RNAt serem precisamente combinados com os códons do RNAm. Em seguida, a subunidade grande se liga à subunidade pequena formando um ribossomo completo. O ribossomo completo tem quatro sítios de ligação: um para o RNAm e três para RNAt, chamados de sítios A, P e E.  Primeiramente, o RNAt carregando um aminoácido entra pelo sítio A, vai para o P e sai pelo E. Nesse processo, o ribossomo vai deslizando pelo RNAm e os RNAt com códons complementares à trinca nucleotídica do transcrito trazem os aminoácidos correspondentes, os quais são incorporados à cadeia polipeptídica crescente. O processo encerra quando o ribossomo chega ao códon de parada que sinaliza que a tradução deve acabar ali.

## Formas especiais de transferência da informação biológica

### Transcrição reversa

#### Descoberta
A formulação original do dogma central da biologia molecular sustentava que o DNA é transcrito em RNA, que por sua vez é traduzido em proteína. No entanto, esse conceito foi colocado à prova na década de 1970 por dois pesquisadores independentemente.
O cientista Howard Temin estudava vírus que causavam tumores e que possuíam RNA como material genético no lugar de DNA. Ele se questionou sobre como esses vírus, que possuíam RNA, poderiam integrar o genoma, de DNA, das células sadias, transformando-as em tumorais. A fim de tentar explicar esse fenômeno, Temin postulou que a informação genética do RNA poderia ser copiada para DNA e, dessa forma, os vírus seriam capazes de integrar o genoma celular. Essa ideia rompia com o estabelecido até então pelo dogma central, e Temin foi muito criticado por seus colegas cientistas por isso
No entanto, em 1970, tanto Temin quanto outro pesquisador, David Baltimore, independentemente demonstraram a ocorrência de uma enzima específica do vírus nas células tumorais. Esta enzima, de RNA, era capaz de fazer uma cópia de DNA a partir de uma molécula de RNA e, por isso, foi chamada de transcriptase reversa. Graças a descoberta da “interação entre os vírus tumorais e o material genético da célula”, ambos os pesquisadores (juntamente com outro cientista, Renato Dulbecco) foram laureados com o prêmio Nobel de fisiologia e medicina em 1975. Uma visão mais atualizada do dogma central, portanto, inclui a transcrição reversa sendo possível a transformação de RNA em DNA, como mostrado na figura.

#### Organismos em que a transcriptase reversa ocorre
A enzima da transcriptase reversa foi identificada em muitos organismos, incluindo vírus, bactérias, animais e plantas. Sua principal função é converter RNA em sequências de cDNA (DNA complementar) capazes de integrar no genoma celular. Com isso, a enzima pode atuar na propagação de retrovírus (como o vírus da HIV, por exemplo), gerando diversidade genética em eucariotos via elementos transponíveis (transposons), entre outros.

#### Aplicações
As aplicações da transcriptase reversa não ficam restritas a organismos biológicos. A enzima é muito utilizada em estudos de biologia molecular. Uma de suas primeiras aplicações foi a construção de bibliotecas de cDNA, que continham cópias de DNA produzidas a partir de moléculas de RNA. Atualmente, a enzima é utilizada na chamada reação de transcrição reversa (do inglês Reverse Transcription, RT), na qual cDNA é produzido a partir de RNA, e que, em seguida, é amplificado pela reação em cadeia da polimerase (do inglês Polymerase Chain Reaction, PCR), daí o termo RT-PCR. Aplicações comuns da RT-PCR incluem desde a detecção de genes a geração de sequências de cDNA para clonagem e sequenciamento.

## Desafios à hipótese do dogma central

### Príons

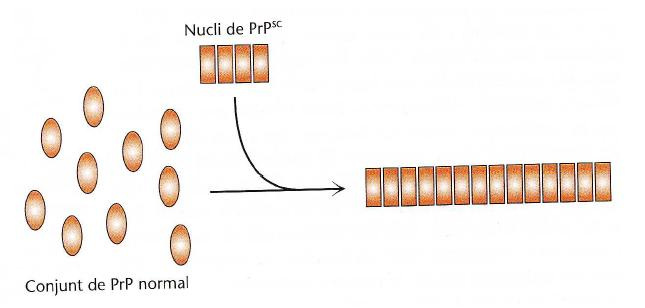
Forma PrP^{SC} tornando as formas normais (PrP^{C}) em infecciosas

Desde sua formulação, o Dogma Central foi desafiado por alguns resultados empíricos. Um desses desafios foi representado por um conjunto de doenças neurológicas primeiramente descritas em ovelhas, posteriormente relatada em outros animais como chimpanzés e bovinos e até mesmo encontrada em humanos. Estipulou-se que essas doenças poderiam ser causadas por ácidos nucleicos (DNA ou RNA) encapsulados por proteína, porém isso nunca foi demonstrado. Dessa forma, em 1997, o cientista Stanley Prusiner foi laureado com o prêmio Nobel "por sua descoberta de Príons - um novo princípio biológico de infecção". Com isso, entendeu-se que essas doenças são causadas por príons, agentes proteicos infecciosos transmissíveis e capazes de se auto-propagar.
Estudos posteriores demonstraram que os príons consistem em formas aberrantes da proteína priônica normal, também chamada de proteína príon celular (PrPC). Essa proteína normalmente exerce funções importantes para a manutenção celular - em neurônios, por exemplo, acredita-se que ela esteja relacionada à propagação dos impulsos nervosos - e é bastante expressa no sistema nervoso central (SNC).
Embora a forma pela qual essa proteína se torna infecciosa e se propaga causando danos ao SNC ainda não foi totalmente esclarecida, acredita-se que a PrPC se torna a forma infecciosa, PrPSC, devido a mudanças conformacionais em sua estrutura. Consistente com esse modelo, camundongos nos quais a expressão de PrPC está ausente são completamente resistentes à infecção por príon. A ideia de uma proteína como agente infeccioso implica na capacidade de transferência de informação entre proteínas - algo não previsto pelo dogma central.